# Bruno Ramella
Bruno Ramella (Imperia, 31 ottobre 1959) è un disegnatore italiano.

## Biografia
Lavora come taglialegna fino all'età di 25 anni, quando viene bloccato da un'operazione alla schiena che lo costringe a letto. Durante questo periodo si appassiona al fumetto al punto da decidere di intraprendere la carriera di disegnatore. Dopo un periodo di studio e apprendistato sotto la guida di Ivo Milazzo, esordisce professionalmente lavorando per la Eura Editoriale.
Successivamente Claudio Nizzi gli fa compiere il grande salto arruolandolo nel team di disegnatori del neonato Nick Raider di Sergio Bonelli Editore. La prima storia con i suoi disegni è Il caso Geronimo, pubblicato nel novembre 1988 sul numero 6. Dal numero 44 subentra a Giampiero Casertano come copertinista della serie (gennaio 1992), compito che lo impegna fino al numero 99 (agosto 1996). Per il detective della Squadra Omicidi disegna inoltre tre storie brevi scritte da Nizzi e pubblicate sulla rivista Comic Art.
Nel 1996 crea graficamente Magico Vento, il nuovo personaggio di Gianfranco Manfredi di cui Ramella diventa anche uno dei disegnatori più produttivi, soprattutto come inchiostratore. Il suo primo episodio appare sul numero 2: s'intitola Artigli e le matite sono di Giuseppe Barbati. Suo l'ultimo albo della serie regolare di Magico Vento, dopodiché sarà sostituito da Darko Perovic nella realizzazione delle due miniserie pubblicate nel 2019 e 2024.
Sempre in coppia con Barbati realizza tre episodi della miniserie Shangai Devil e i tre episodi che compongono la serie Coney Island.
| Controllo di autorità | VIAF (EN) 41915370 · ISNI (EN) 0000 0000 0024 986X · BNF (FR) cb123523547 (data) |